# Die Ritter
Die Ritter, griechisch Hippeis, ist eine Komödie des griechischen Dichters Aristophanes. Sie wurde 424 v. Chr. bei den Lenäen aufgeführt und mit dem ersten Preis honoriert. Während Aristophanes seine drei ersten Werke anonym veröffentlichte und von Kallistratos spielen ließ, führte er dieses Stück selbst auf.

## Inhalt
Im Haushalt des senilen und reizbaren Demos, die Personifikation des Volkes, beschweren sich zwei Sklaven über ihren neuen Kollegen Paphlagos (wörtlich: der aus Paphlagonien). Paphlagos beginnt, Kontrolle über den Haushalt des Demos zu übernehmen, spioniert seine Kollegen aus und verlangt Schutzgeld. Die Verdienste der anderen Sklaven stellt Paphlagos als seine eigenen dar und wird schließlich zum engen Vertrauten seines Herrn, den er zu seinen Gunsten beeinflusst. Ein Orakel prophezeit, dass Paphlagos nur von einem noch schlimmeren Schurken gestürzt werden könne. Die für das Stück namensgebenden Ritter machen sich auf die Suche und finden ihn in Gestalt eines Wursthändlers, der in einer Reihe von Wettbewerben gegen Paphlagos antritt, in denen Demos als Schiedsrichter fungiert. Schließlich gewinnt der Wursthändler, da er sich Demos mit teuren Geschenken als Liebhaber anbietet und ihm die Unsterblichkeit verspricht. Der betagte Demos lässt sich verführen und bietet dem Wursthändler die Position des Paphlagos an. Letzterer wird zum Schweigen gebracht und der Wursthändler benutzt seine magischen Kräfte, um Demos so lange zu kochen, bis nur die Essenz eines guten Hausherren von ihm übrig ist. Dieser Prozess leitet die politisch-ethische Erneuerung des Demos ein, die zu seiner Herrschaft über ganz Griechenland führt und ihm letztlich auch eine Geliebte einbringt.

## Interpretation
Die Ritter gelten gemeinhin als politisches Werk, das seinen Erfolg beim Publikum hauptsächlich der satirischen Verzerrung des bekannten Heerführers Kleon zu verdanken hat. Tatsächlich deutet einiges darauf hin, dass der intrigante Sklave Paphlagon nach Kleons Vorbild entstanden sein könnte. Insbesondere die Bezeichnung Paphlagons als Gerber erinnert stark an Kleons eigene, allerdings nur durch ein Scholion bezeugte, Vergangenheit, der sich vom Besitzer einer Gerberei zum einflussreichen Politiker entwickelt hatte. Dafür spräche auch eine Stelle in Die Acharner, die nicht nur als Werbung für Die Ritter gelesen werden kann:

„Bitterlicher haß’ ich dich ja, als den Kleon, den ich noch einst zu Sohlleder entzwei schneiden für die Ritter will!“

Angesichts dieser dünnen Beweislage plädiert der Althistoriker Robin Osborne für einen vorsichtigen Umgang mit weiterführenden Interpretationen. Die Komik des Stückes beruht laut Osborne auf dem undurchschaubaren Verhalten des Paphlagon: Einerseits verhält er sich so, wie es Kleon in den Augen des Publikums tut oder tun würde, andererseits tut er auch oft das Gegenteil. Hingegen werden die beiden Sklaven, da sie über die Schlacht von Sphakteria sprechen, häufig mit Nikias und Demosthenes gleichgesetzt, die sich über Kleon beklagen.

## Wissenswertes
Gegen Ende der ersten Szene werden die Zuschauer anhand einer Parabase aufgefordert, älteren Bühnenautoren, die nicht mehr aktiv sind oder deren Werke kaum noch den Zeitgeist treffen, angesichts ihrer früheren Verdienste ein Ruhegehalt zukommen zu lassen.
Die damaligen Hersteller der Theatermasken weigerten sich, für die Rolle des Paphlagos, die Aristophanes möglicherweise selbst spielte, eine porträtähnliche Fratze zu fertigen.
Einzelnen Vermutungen zufolge war der Komödiendichter Eupolis am Verfassen des Stückes beteiligt.
Christoph Martin Wieland übersetzte Die Ritter ins Deutsche und schrieb dabei eine ausführliche Anmerkung zum in der dritten Szene erwähnten Seher Bakis. Diese inspirierte wiederum Johann Wolfgang von Goethe zu seinem Gedicht Weissagungen des Bakis.
Der britische Premierminister Stanley Baldwin empfahl das Werk politischen Führungspersönlichkeiten, da es zeigt, wie Kleon von einem Wursthändler übertrumpft wird.